# Polia purpurisata
Polia purpurisata är en fjärilsart som beskrevs av Kujau 1931. Polia purpurisata ingår i släktet Polia och familjen nattflyn. Inga underarter finns listade i Catalogue of Life.